# Tomás Cipriano de Mosquera
Tomás Cipriano Ignacio María de Mosquera-Figueroa y Arboleda-Salazar (Popayán, 26 de septiembre de 1798-Coconuco, 7 de octubre de 1878). Fue un militar, diplomático y estadista colombiano, fue Presidente de Colombia entre 1845 y 1849, entre 1861 y 1863, entre 1862 y 1864, y finalmente entre 1866 y 1867. El gobierno de los Estados Unidos de Colombia le otorgó el título de Gran General en un decreto del 31 de marzo de 1864.
Aunque no contaba con un título universitario, a diferencia de sus hermanos mayores, Mosquera fue un autodidacta instruido en latín, inglés, francés e italiano, y llegó a empezar una traducción del poeta italiano Tasso. Fue además, matemático, geógrafo e historiador y escribió varios libros sobre estos temas. 
Durante el mandato de Simón Bolívar, Mosquera fue diplomático y administrador provincial. Miembro del Partido Conservador, con ayuda del Ejército y del clero católico fue nombrado presidente de Nueva Granada en 1845. Dejó el cargo en 1849, y se dedicó a varios negocios en Estados Unidos. 
Desempeñó el cargo de presidente: Presidente de La República de Nueva Granada entre 1845 y 1849; Presidente de la Confederación Granadina entre 1861 y 1863; y de los Estados Unidos de Colombia entre 1862 y 1864 y de 1866 a 1867. Mosquera ha sido el único militar colombiano que ha ostentado el cargo de presidente de la república en cuatro ocasiones.
A su regreso a Nueva Granada en 1854, Mosquera rompió con el Partido Conservador y se alineó con las ideas del Partido Liberal en medio del conflicto bipartidista. En 1861 derrocó al presidente conservador Mariano Ospina Rodríguez, se declaró a sí mismo presidente en funciones, y gobernó como dictador desde el 18 de julio de 1861 hasta el 10 de febrero de 1863, cuando fue confirmado en el cargo por la Convención de Ríonegro bajo una nueva Constitución. Durante ese gobierno, tomó medidas para reducir el poder de la Iglesia e impulsar el federalismo.
Es considerado una de las figuras más importantes de la historia de Colombia del siglo XIX debido a sus medidas gubernamentales como la realización del primer censo nacional del país, la instauración del sistema métrico decimal, la promoción de la navegación a vapor por el río Magdalena al autorizar la exportación por el puerto de Barranquilla en 1849, previa instalación de una aduana y la firma del tratado de Paz, Amistad, Navegación y Comercio con Estados Unidos, así como la construcción del Capitolio Nacional de Colombia.

## Biografía
Tomás Cipriano de Mosquera y Arboleda nació en Popayán el 26 de septiembre de 1798, en el seno de una rica familia de la región del Cauca. Así mismo Mosquera tenía parientes en el gobierno español, como su tío Joaquín.
El joven Tomás fue educado en uno de los mejores colegios de Popayán, junto a otros dos jóvenes que luego fueron influyentes en su vida y en la historia del paísː José Hilario López Valdés, y un pariente lejano suyo, José María Obando del Campo. Sin embargo, por el clima independentista de la época, Mosquera abandonó sus estudios, y jamás los retomó, pese a que se convirtió en autodidacta.

### Inicios militaresː La guerra de Independencia
A temprana edad con 15 años en 1813, Mosquera se incorporó al ejército patriota de Antonio Nariño que participó en la batalla de Calibío, cerca a su natal Popayán. Ascendido a subteniente en 1815, Mosquera alcanzó el grado de teniente al año siguiente, así como el título de ayudante del batallón “Bravos del Socorro”. Luego fue hecho prisionero por los realistas en la batalla de la Cuchilla del Tambo, cerca a Popayán, pero logró ser liberado gracias a las influencias de su padre, un rico hacendado de la región.

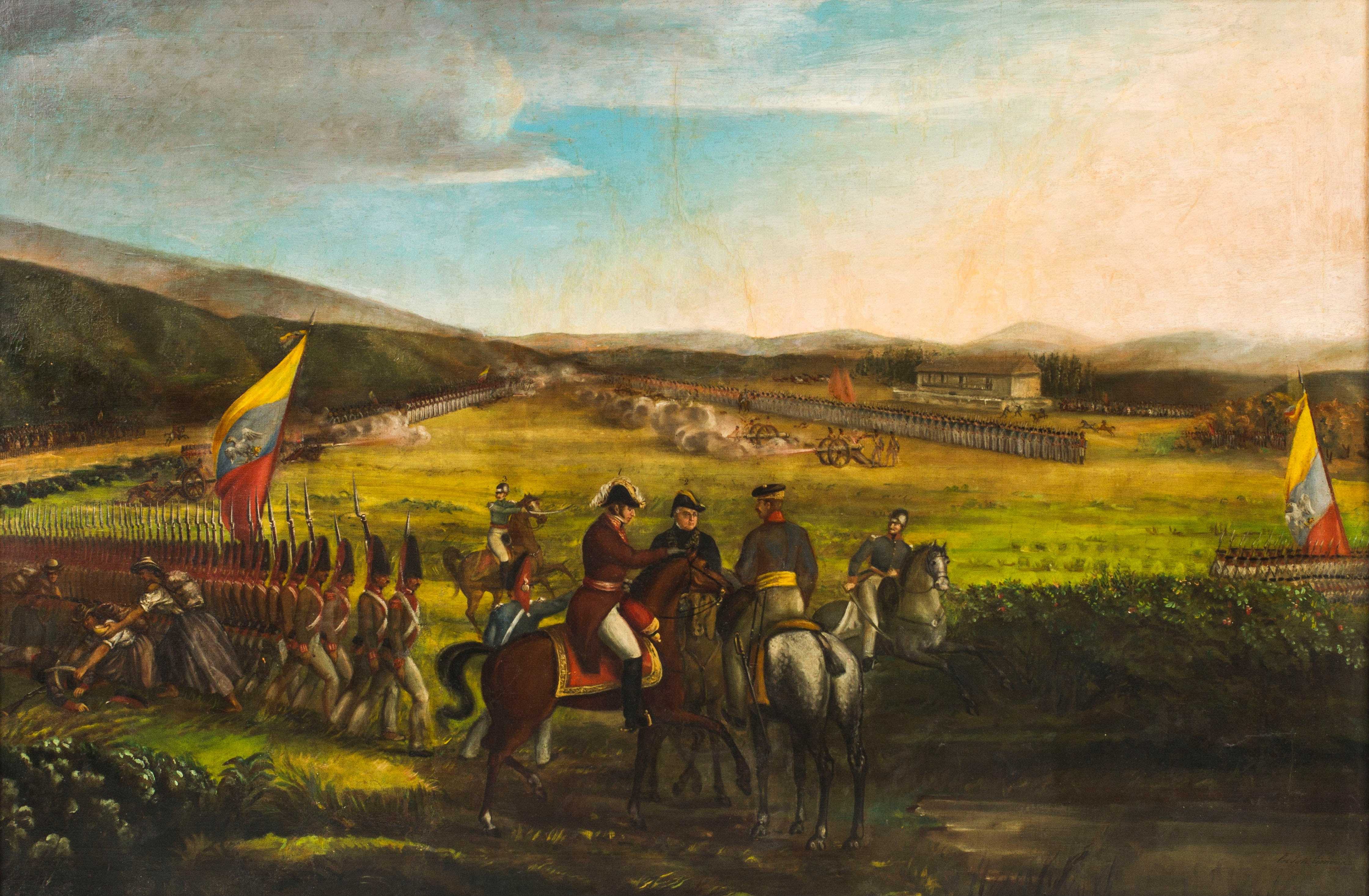
Batalla de Calibió, primer combate de Mosquera.

La lucha por la independencia de Colombia continuó, y Mosquera fue nombrado capitán de la primera compañía del Batallón de reserva y después comandante de la guardia cívica de Popayán. Luego de varios años de guerra, Simón Bolívar -quien solicitó apoyo financiero del padre de Mosquera- triunfó y los españoles fueron expulsados paulatinamente del país. Bolívar fue elegido presidente y se conformó la Gran Colombia.

### La defensa de Barbacoas
Estando en la presidencia, y para congraciarse con su patrocinador, Bolívar nombró a Tomás Cipriano como gobernador de la Provincia de Buenaventura. Mosquera se vio obligado a viajar al sur del país, en Barbacoas (actual Nariño) con el fin de gestionar un empréstito de 50.000 pesos para ser enviados a Bolívar, los cuales no había podido recolectar un militar enviado para el caso. 
El combate de Barbacoas, en la tarde del 1° de junio de 1824, Mosquera le ocasionó la derrota definitiva al patriota Agustín Agualongo quien venía de una campaña durante casi 4 años en la provincia de Pasto, en su empeño por defender la causa de España. Enterado días antes de que iba a ser atacado, se puso a preparar la defensa llamando a las armas a los esclavos dispuestos a enrolarse, ofreciéndoles la libertad a cambio de sus servicios. 
Por su parte, Agualongo y sus principales jefes llegaron a Barbacoas huyendo de las fuerzas patriotas. La intención del caudillo era hacerse con el tesoro que reunían allí los republicanos y tener desde donde atacar Tumaco, punto vital para establecer comunicaciones con los corsarios españoles y peruanos que actuaban en el Pacífico. Sus seguidores sumaban apenas cien combatientes.
Sin embargo, el 31 de mayo Mosquera intentó colarse entre las posiciones realistas en una barcaza pero fue destruida de un cañonazo. Un día después, el grueso de los pastusos intentó asaltar la ciudad, pero fueron rechazados, procediendo a rodearla y quemarla. Agualongo fue herido en una pierna, y los realistas sobrevivientes se retiraron a Patía dispersandose por la región.

Los pastusos perdieron 140 hombres aproximadamente, entre el 30 de mayo y 1° de junio, siendo derrotados a las 5ː00 de la tarde. Siguió una persecución hasta el 2 de junio donde las fuerzas de Mosquera tomaron prisioneros a 33 oficiales y 150 soldados. Los patriotas por su parte perdieron 13 soldados y tuvieron 18 heridos entre los que se contaba el propio Mosquera. Los 33 oficiales pastusos fueron ejecutados por orden de Mosquera bajo la acusación de ser incendiarios.

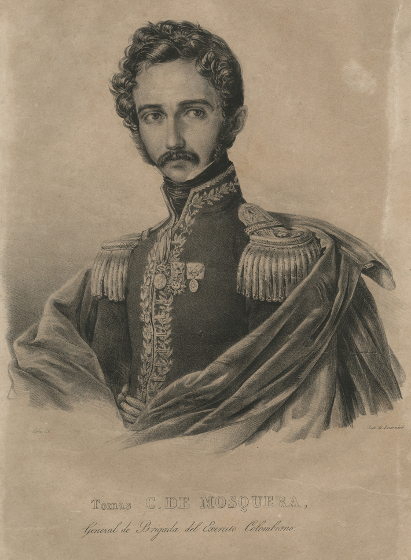
Litografía de Mosquera en 1842 (Museo Nacional de Colombia).

Fruto del combate, Mosquera recibió un balazo que le destrozó la mandíbula, y pese a que estaba bastante herido, uno de sus hombres lo vendó, y con una pizarra Mosquera dio las instrucciones para continuar con las operaciones. Pese a la mejoría posterior en su herida, conservó desde entonces una cicatriz en el rostro y una dificultad para hablar que posteriormente le valdría el apodo de 'Mascachochas', por sus detractores.
Por su labor -que marcó el final de Agualongo, quien escapó derrotado de esta batalla y fue capturado por José María Obando tres semanas después- fue ascendido a coronel. Históricamente se considera que la batalla fue la última que enfrentó a patriotas y realistas en suelo colombiano.

### Estancia en Guayaquil
En marzo de 1826, Bolívar lo nombró Intendente de Guayaquil, pero como sus heridas aún no habían sido tratadas adecuadamente, decidió viajar primero a Filadelfia, Estados Unidos; en busca de un cirujano especializado. Mosquera y su familia subieron a la costa del Pacífico en su ruta hacia Estados Unidos, pero durante su escala en Panamá encontraron un médico especialista que le operó de la mandíbula, uniendo las dos partes con un alambre de plata.
En el mes de julio de 1826, Mosquera ya se encaminaba a su destino de Guayaquil, donde llegó a ocupar el cargo intendente hasta el 16 de abril de 1827, fecha de la sublevación de Guayaquil, tiempo después el mismo año pasó a ser intendente y comandante general del departamento del Cauca, para 1829 llegó a ser nombrado general, ejerció como diplomático en Perú hasta 1830. 

### Encargos diplomáticos y Guerra de los Supremos
Posteriormente Mosquera se desempeñó como diplomático en varias naciones de Europa y en los Estados Unidos entre 1830 y 1833, sirviendo a su hermano Joaquín, y a José María Obando, Domingo Caicedo y ultimadamente a Francisco de Paula Santander. 
A su regreso al país, fue elegido congresista entre 1834 a 1837. Posteriormente el presidente José Ignacio de Márquez lo nombró secretario de Guerra y como tal dirigió las tropas del gobierno durante la Guerra de los Supremos, donde tuvo que luchar en contra de los sublevados dirigidos por Obando. El nuevo presidente, Pedro Alcántara Herrán, continuó con las operaciones militares iniciadas por Márquez. 
Nuevamente se dedicó a la diplomacia ahora como embajador en Perú, Chile y Bolivia entre 1842 y 1845, durante el gobierno de Herrán.

### Primera presidencia (1845-1849)
El primer gobierno de Tomás Cipriano de Mosquera se desarrolló en la República de la Nueva Granada entre abril de 1845 y abril de 1849. En las elecciones presidenciales de 1845, Tomás Cipriano de Mosquera (Partido Conservador) triunfó sobre los candidatos Eusebio Borrero (Partido Liberal), siendo el sucesor al mando del país al terminar la presidencia de Pedro Alcántara Herrán.
Junto a su secretario de Hacienda Florentino González logró desmontar muchos de los impuestos coloniales supervivientes, así como revitalizar la industria del tabaco. También promovió la navegación a vapor por el río Magdalena, al autorizar en 1849 la exportación por el puerto de Barranquilla, ubicado en la bahía de Sabanilla, con previa instalación de una aduana allí.
En la economía Mosquera miró hacia una apertura del comercio exterior, y en 1846 se firmó el Tratado de Paz, Amistad, Navegación y Comercio, o tratado Mallarino-Bidlack con el gobierno de los Estados Unidos. El tratado fue firmado por los cancilleres Manuel María Mallarino, y el emisario estadounidense Benjamin Bidlack, enviado por James K. Polk.
Su gobierno implemento la separación Iglesia-Estado e instauró el sistema métrico decimal en el país. También ordenó la realización del primer censo nacional en la historia de Colombia. También contrató al arquitecto danés Thomas Reed para dirigir las obras de construcción del Capitolio Nacional de Colombia, sede del Congreso colombiano.
El conjunto de sus políticas fue visto con malos ojos por los sectores que lo habían llevado a la presidencia, puesto que se estaba desligando del programa que luego daría nacimiento al Partido Conservador, y ahora se sentía mucho más cercano a los liberales, partido que se fundó a finales de su gobierno. 

### Guerras civiles

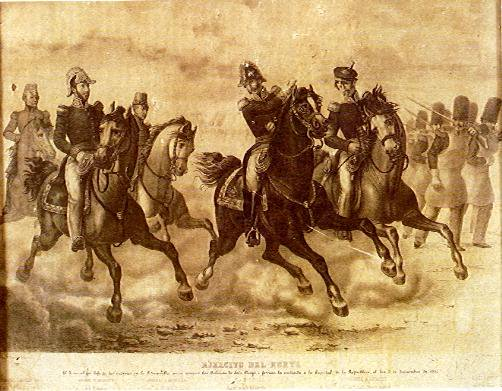
Tomás Cipriano de mosquera (centro),Tomás Herrera,Agustín Codazzi y otros militares Neogranadinos durante la guerra civil de 1854.

Al terminar este mandato Mosquera viajó a Nueva York para dedicase a los negocios de familia y creó allí una casa comercial internacional. Luego de algunos años en Estados Unidos, Mosquera regresó para combatir y derribar la dictadura del presidente José María Melo en 1854. Entonces, ya alineado en el bando liberal, asistió al Congreso como representante y senador. 

### Segunda candidatura presidencial (1857)
Como congresista fue candidato a la reelección presidencial en 1857, por el Partido Liberal, quedando en tercer lugar tras ser elegido el conservador Mariano Ospina Rodríguez (cofundador del partido junto con el periodista José Eusebio Caro), quien consagró el federalismo del país, ahora llamado Confederación Granadina, con la expedición de la Constitución de 1858.

### Presidencia de Cauca (1858-1860)

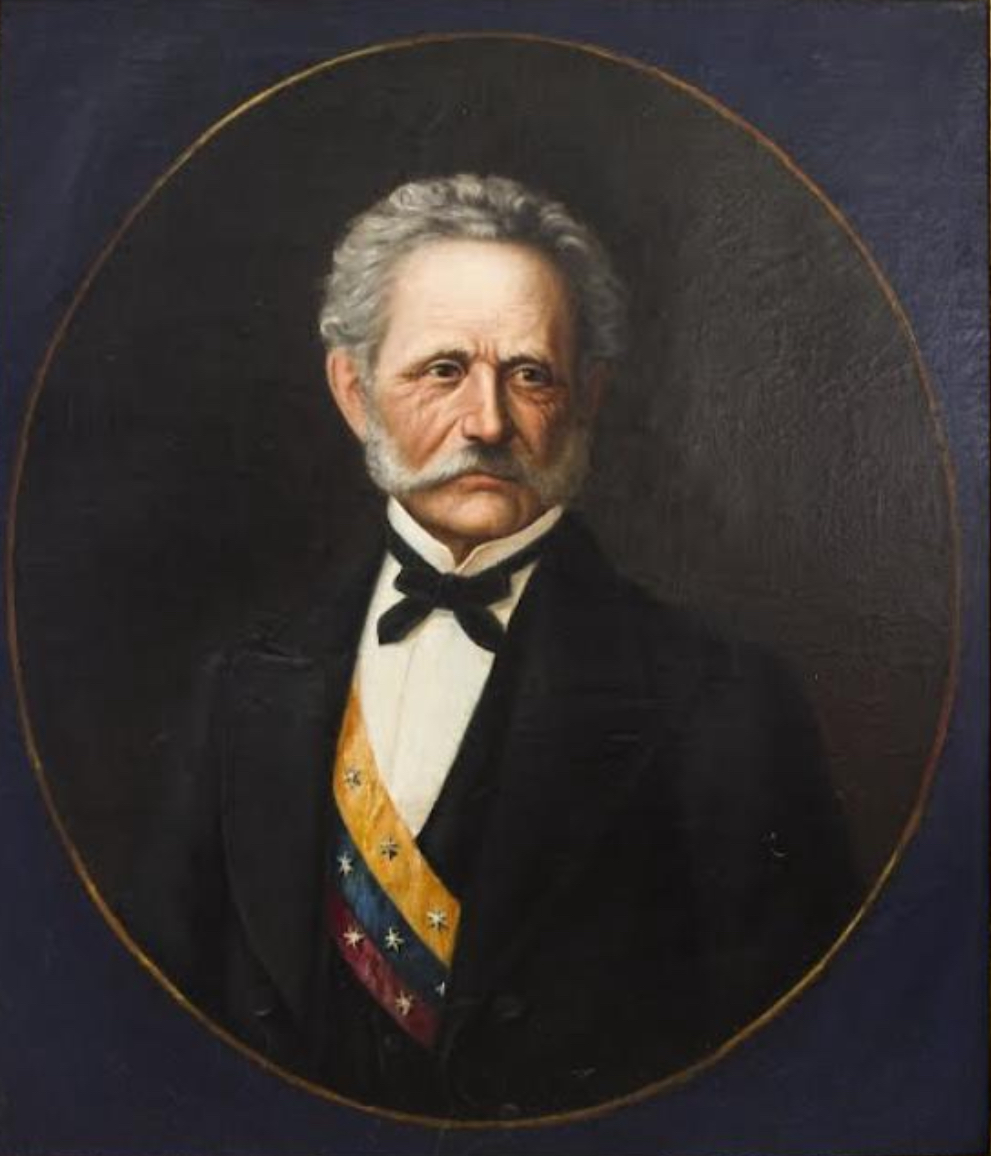
Retrato de Mosquera con la banda presidencial de los Estados Unidos de Colombia. Museo Nacional de Colombia, Bogotá.

Después de este episodio político fue elegido presidente (gobernador) transitorio del Estado Soberano del Cauca a partir del 1 de enero de 1858, cargo desde el cual buscó atraer la simpatía de los liberales y se reconcilió con el expresidente José María Obando, nombrándolo jefe del ejército caucano.
Mosquera logró consolidar alrededor suyo las tendencias que constituían el partido liberal. Aunque la Constitución de 1858 había sancionado el federalismo, las políticas del presidente Mariano Ospina Rodríguez tendían al centralismo.  
Las tensiones políticas se agravaron al año siguiente con dos leyes expedidas por el gobierno central. Por la primera quedaba asegurado el predominio del partido conservador en el gobierno, y la segunda autorizaba al poder ejecutivo, para que cuando juzgara necesario, nombrara Distritos de hacienda en cada estado, regidos por un intendente, con facultades en todos los ramos de la administración.
En la campaña para el gobernador del Estado en el primer período constitucional, Mosquera obtuvo una victoria electoral el 6 de marzo de 1859 que le permitió continuar como gobernador.
Mosquera hizo contacto con varios liberales quienes acordaron prestarle apoyo en su proyecto insurreccional y aceptaron que fuese el Supremo Director de la Guerra. Así, en 1860 declaró la secesión del Cauca y le declaró la guerra a la Confederación. Pronto recibió el respaldo de los estados de Santander y Tolima, que lo proclamaron su gobernador. 
En 1861 se convocaron elecciones para la sucesión de Ospina, y el cargo fue asumido temporalmente por el procurador general de la Nación, Bartolomé Calvo, quien asumió el poder por vacancia. En las elecciones fue electo el conservador Julio Arboleda, tras vencer a su copartidario, el expresidente Pedro Alcántara Herrán. Sin embargo, pese a que Arboleda se posesionó el 10 de junio de 1861, fue derrocado por el levantamiento liberal dirigido por Mosquera.

### Segunda presidencia (1861-1863)

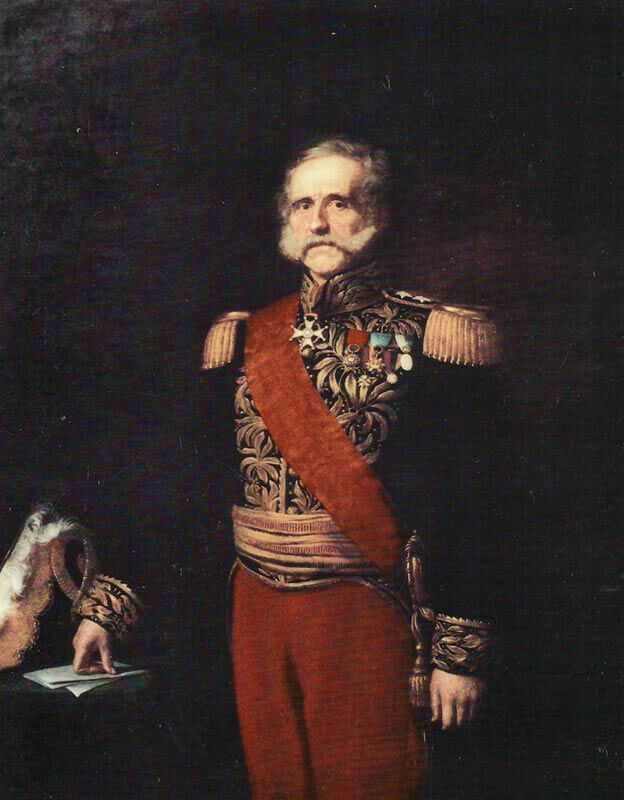
Retrato de Mosquera con uniforme militar.

| Secretariado          | Secretario         | Periodo         |
| --------------------- | ------------------ | --------------- |
| Relaciones Exteriores | José María Rojas   | 1861; 1862-1863 |
| Relaciones Exteriores | Manuel Ancízar     | 1861-1862       |
| Relaciones Exteriores | José Hilario López | 1863            |
| Relaciones Exteriores | Simón Arboleda     | 1863            |
| Gobierno              | Simón Arboleda     | 1863            |
| Guerra                | Andrés Cerón       | 1861-1863       |
| Hacienda              | Julián Trujillo    | 1861-1863       |

El Segundo gobierno de Tomás Cipriano de Mosquera se desarrolló en la Confederación Granadina entre  julio de 1861 y febrero de 1863. 
En medio de la guerra de las soberanías (1860-1862) Mosquera asumió de facto el gobierno tras derrocar a su contrincante conservador quien era presidente en ejercicio, Mariano Ospina Rodríguez y subió al poder mediante las armas después de haber causado miles de muertos y una guerra civil en la que mandaría a fusilar a cientos de conservadores.
Tras convertirse en «presidente provisorio» del país y convocar a una asamblea constituyente, la Convención de Rionegro (Antioquia) de 1863, con la cual se "liberalizó" el país, estableciendo una serie de derechos y garantías como el porte de armas para ciudadanos y las libertades de prensa y de asociación. 
En la Convención de Rionegro conformada plenamente por liberales, se vio la división entre los radicales (con Manuel Murillo Toro a la cabeza) y los partidarios de Mosquera; de todas maneras, se consagró una constitución federal y liberal que garantizaba los derechos de los ciudadanos y que dejó satisfechos a todos los convencionistas. 
Asimismo, se eligió a Mosquera para terminar el primer bienio de gobierno de los Estados Unidos de Colombia, hasta el 1 de abril de 1864.

### Tercera presidencia (1863-1864)
Mosquera fue ratificado en el cargo luego de la abolición de su antiguo cargo.

#### Gabinete
- Canciller (Secretario de Relaciones Exteriores): Manuel de Jesús Quijano (1863-1864).
- Secretario de Gobierno:
- Secretario de Guerra: Gral. Andrés Cerón Serrano (1863); Gral. Antonio José Chávez (1863-1864).
- Secretario de Hacienda: Rafael Núñez (1863); Antonio González Carazo (1863-1864).
- Secretario de Instrucción Pública:
- Secretario del Tesoro:

#### Gobierno
En este tercer mandato, debió enfrentar una guerra con Ecuador, para lo cual comandó personalmente el ejército colombiano, logrando la victoria final en la Batalla de Cuaspud en diciembre de 1863. Esta victoria sobre el general Juan José Flores, también héroe de la independencia de la Nueva Granada, llevó al Congreso de la República a decretar una inédita ley de honores, mediante la cual lo nombraban 'Gran General de los Estados Unidos de Colombia'.
Decretó la expulsión de la Compañía de Jesús  del territorio nacional. Emitió una serie de decretos que tenían por objetivo controlar el poder de la Iglesia católica, entre los que sobresalen el de Desamortización de Bienes de Manos Muertas, consultado con su Secretario de Hacienda, el futuro Presidente Rafael Núñez (decreto del 9 de septiembre de 1861, firmado por el Secretario de Gobierno, Andrés Cerón). Pero esta iniciativa tenía también fines económicos: mediante el mencionado decreto se expropiaron las tierras que poseía la Iglesia, para luego ser rematadas en pública.

### Tercera candidatura
Tras dejar la presidencia, Mosquera lanzó nuevamente su candidatura por el Partido Liberal, pero el apoyo que recibió fue mínimo, ya que las mayorías en el partido se volcaron a favor del radicalismo de Murillo Toro, quien fue elegido presidente. Mosquera tampoco pudo superar al también radical José de los Santos Gutiérrez.
Con el fracaso de su tercer intento para reelegirse, viajó a París como embajador del gobierno de Murillo, donde aprovechó para visitar a su hermano Joaquín, que estaba allí sometiendose a un tratamiento médico, y a sus otros parientes, que vivían con Joaquín. En esa misma época pasó una temporada en Londres, ciudad en la cual publicó el libro Compendio de geografía general política, física y especial de los Estados Unidos de Colombia, dedicado al Congreso General de la Unión.

### Cuarta candidatura presidencial (1866)
En 1866 Mosquera regresó victorioso al país, luego de ser elegido por cuarta vez como presidente de la República, a pesar de la oposición de los liberales radicales de Murillo y Gutiérrez. Murillo apoyó la candidatura del expresidente José Hilario López, y el Partido Conservador lanzó la débil campaña de Pedro Justo Berrío. En todo caso, la victoria de Mosquera fue arrolladora.

### Cuarta Presidencia (1866-1867)

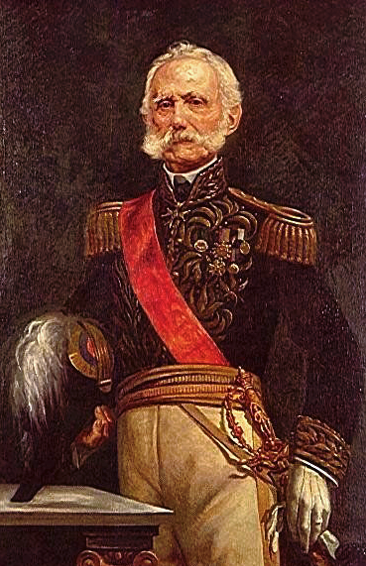
Retrato militar del ya anciano Mosquera.

La tensión por el manejo de las relaciones con la Iglesia hizo que la intervención del papa Pío IX fuera intensa, y las maneras dictatoriales del presidente (que ordenó el cierre de las sesiones ordinarias del Congreso en abril de 1867) llevaron a la oposición a derrocarlo el 23 de mayo de 1867.
Ese día una partida del ejército comandada por el coronel Daniel Delgado París ingresó a la casa de gobierno en medio de la noche, lo apresó y permitió la toma del poder del general Manuel Santos Acosta, quien se desempeñaba como segundo designado, apoyado por las cámaras legislativas, las asambleas de los estados y un varias municipalidades del país.

### Gabinete
- Canciller (Secretario de Relaciones Exteriores): Manuel de Jesús Quijano (1866-1867).
- Secretario de Gobierno:
- Secretario de Guerra: Gral. Ramón Acevedo (1866-1867).
- Secretario de Hacienda: Tomás Cuenca (1866-1867).
- Secretario de Instrucción Pública:
- Secretario del Tesoro: Eugenio Castilla (1865-1867).

### Derrocamiento (1867)
El ataque también fue motivado por el recrudecimiento de la guerra en los estados de Santander y Antioquia, y por el escándalo en el que se veía involucrado el gobierno de Mosquera respecto a la adquisición de un barco para apoyar a Perú en la Guerra Hispano-sudamericana. Mosquera fue hecho prisionero en el Observatorio Astronómico de Bogotá donde permaneció poco más de una semana.

### Últimos años

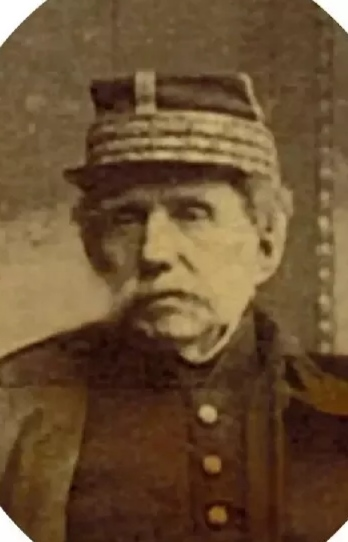
El general Mosquera en 1870.

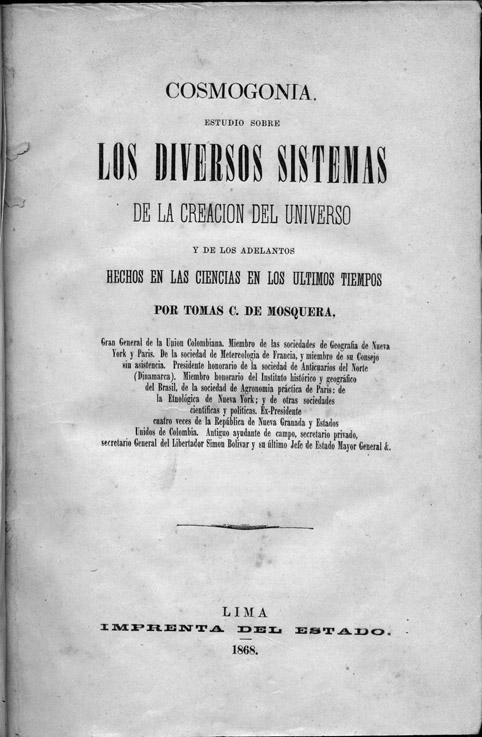
Portada del libro Cosmogonía de 1868.

Tras un juicio en el Senado, que le era adverso, Mosquera fue desterrado por tres años, durante los cuales vivió en Lima. En esta ciudad publicó el estudio llamado Cosmogonía (Tomás Cipriano de Mosquera, Imprenta del Estado, 1868), sobre los diversos sistemas de la creación del universo, que en su texto original recogía algunas de las por entonces recientes tesis del naturalista inglés Charles Darwin, polémicas para los preceptos cristianos de la época. 

#### Elecciones presidenciales de 1872
A su regreso en 1871, apoyó la candidatura presidencial del liberal Julián Trujillo, pero fracasó estrepitosamente, pues fue derrotado por el radical Murillo Toro (quien logró su reelección no consecutiva), y quedó incluso por debajo del conservador María Mallarino (que también optaba por un segundo mandato). Pese a su estrepitosa derrota, Mosquera fue elegido para la Presidencia del Cauca (gobernación), desde 1872 hasta 1873. Terminado su cargo, en 1876 ocupó un escaño en el Senado. 

### Muerte
Tomás Cipriano de Mosquera falleció en su hacienda de Coconuco, cerca de Popayán, el 7 de octubre de 1878, a los 80 años. Sus restos reposan en el Panteón de los Próceres de Popayán, construido por el político conservador Guillermo León Valencia, en 1940.

## Vida privada

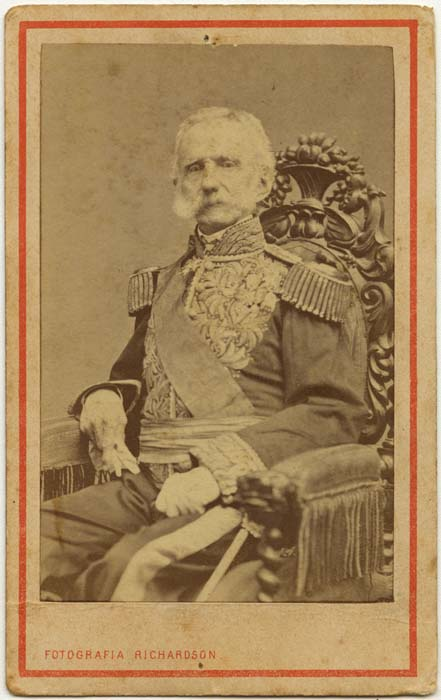
Fotografía de Mosquera hacia 1860.

### Familia
Tomás Cipriano de Mosquera y Arboleda era miembro de una de las familias más ricas y poderosas de la joven nación de Colombia, ya que los Mosquera eran los dueños de las minas de oro del actual departamento de Cauca. El origen de los Mosquera como familia española es aún desconocido, y muchos genealogistas lo confundieron con el conquistador de la Florida, Cristóbal de Mosquera, extremeño que estuvo en las conquistas de Florida, Pánuco y Perú, sin ser esto cierto.
Además, Mosquera estaba enlazado a otras poderosas familias como los Arroyo, los Arboleda, los Pombo, y los Vergara (todos por los lazos de sangre de sus padres). Tuvo 8 hijos llamados: Aníbal Mosquera y Arboleda, Amalia Mosquera y Arboleda, legítimos de su primer matrimonio. José Bolívar Mosquera y Arboleda, legítimo de su segundo matrimonio y varios ilegítimos o bastardos en diversas mujeres: Clelia Mosquera Luque, Teudulia Mosquera Luque, Tomás Mosquera Cervantes, Isabel Mosquera y María Engracia Mosquera Luque.
Su familia llegó a ser llamada la 'Familia Real de Colombia' durante la Época de los Caudillos (1830-1875). Su descendencia es una de las más complejas y numerosas de la historia de Colombia, ya que muchos de sus descendientes siguen teniendo recordación e influencia política en el país. Además hay que recordar que sus líneas sanguíneas se dividen entre sus dos matrimonios y sus tres romances extramatrimoniales, con lo que tenemos un árbol genealógico amplio y complejo.

### Sus nexos y amistades
Mosquera desarrolló varias amistades y enemistades con importantes personajes a lo largo de su carrera. Siendo joven desarrolló una fervorosa admiración por Simón Bolívar -quien fue apadrinado económicamente por José María Mosquera, padre de Tomás Cipriano.

### Su apodo
La gran herida que Mosquera sufrió en Barbacoas, producto de un disparo de mosquete -cuya carga le entró por la boca- le saltó dos dientes y le atravesó la mejilla cuando arengaba a sus hombres a atacar la guerrilla de Agualongo. Cerca de tres semanas transcurrieron antes de que pudiera llegar de Popayán un cirujano inglés a examinar la herida de Mosquera, si bien un sacerdote había podido extraerle algunas partículas del hueso. Se le llamó Mascachochas" porque en la época "chochas" eran la forma en que se llamaba coloquialmente a las monedas, y el sonido que producía Mosquera intentando articular su voz se asimilaba a estar mordiendo metal.

## Homenajes
Como homenaje y reconocimiento a Tomás Cipriano de Mosquera se han erigido distinto monumentos a lo largo del país.

### Capitolio Nacional
En el Patio Tomás Cipriano de Mosquera acogé a los visitantes en la sede del Congreso de la República de Colombia. En 1846, bajo la presidencia de Mosquera, se decretó la construcción del Capitolio Nacional, y la primera piedra la puso el mismo Mosquera en 1847. Su construcción se ubicó entre 1871 y 1879, sin embargo al igual que el resto del Capitolio Nacional, tuvo zonas que no se concluyeron sino hasta comienzos del siglo XX.
Allí se encuentra una escultura de bronce de Mosquera, obra del escultor alemán Ferdinand von Mûller, elaborada en 1881 y colocada en este espacio en 1883. Se trata de una estatua donde el presidente aparece de pie con la cabeza descubierta llevando en su mano derecha una gorra de general y en su mano izquierda una espada militar. El pedestal fue realizado en mármol rojo con forma rectangular vertical, el cual en sus cuatro costados tiene placas en relieve. La obra se encuentra ubicada en el llamado Patio Tomás Cipriano de Mosquera.

### Topónimos

Bandera del municipio de Mosquera.

El 27 de septiembre de 1861, el gobierno del Estado de Cundinamarca erigió en distrito municipal la vereda de Cuatro Esquinas, con el nombre de Mosquera, segregándolo del municipio de Funza, en honor al entonces presidente Mosquera; esto se hizo como un gesto de agradecimiento de los habitantes de la población. Mosquera es en la actualidad un municipio cercano a Bogotá.
En uno de los parques del municipio fueron eregidos dos bustos que se encuentran en dos columnas, una al lado de la otra. En una de las columnas descansa un busto de Tomás Cipriano de Mosquera, y en el otro uno de Simón Bolívar.

### Otros homenajes
En Medellín hay un busto erigido en su honor y que representa al político en su faceta militar durante su juventud. El busto se encuentra en una calle de Medellín. 

En 1928, el Congreso y el gobierno conservador de Miguel Abadía Méndez decretaron por medio de la Ley 63 la realización de actividades para honrar la memoria de Mosquera, además de que se le instaló una placa conmemorativa a su monumento en Popayán, ya que Mosquera  cumplió 50 años de fallecido en 1928. En Cali, se erigió un colegio que lleva su nombre.

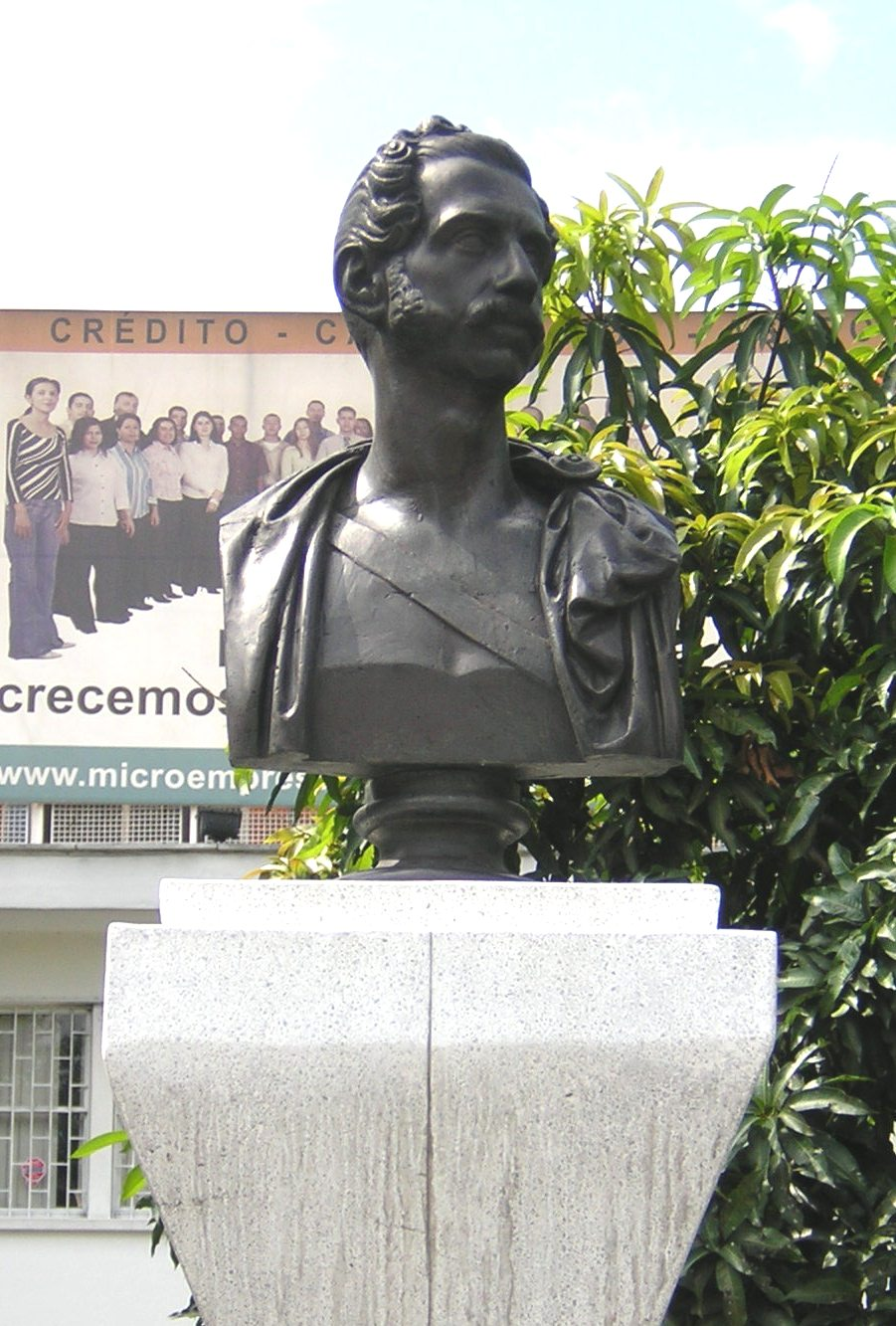
Busto de Mosquera, Medellín.

En 1978 el Banco de la República expidió una serie de monedas para conmemorar los 100 años del fallecimiento de Mosquera. La moneda equivalía a 750 pesos de la época, y mostraba una efige del militar, y en su reverso a un colibrí.
En 1994 se creó por medio del Decreto 2544 del mismo año, bajo la presidencia de Ernesto Samper, la Medalla de la Policía Militar "General Tomas Cipriano de Mosquera", con la cual se honra a aquellas personas que hayan aportado a la institución. Una de las homenajeadas fue la alcaldesa Mayor de Bogotá, Claudia López, en 2020.

## Cultura popular
Mosquera es interpretado por el actor colombiano Fabio Camero en la serie biográfica de televisión de los años 80 Vidas encontradas: Mosquera y Obando, donde se cuenta la relación entre Mosquera y el militar y político José María Obando, su eterno rival.